# It (film din 1927)
It este un film de comedie american din 1927 regizat de Clarence G. Badger și Josef von Sternberg. În rolurile principale joacă actorii Clara Bow, Antonio Moreno și William Austin.

## Distribuție
- Clara Bow este Betty Lou Spence
- Antonio Moreno este Cyrus T. Waltham
- William Austin este 'Monty' Montgomery
- Priscilla Bonner este Molly
- Jacqueline Gadsden este Adela Van Norman
- Julia Swayne Gordon este Mrs. Van Norman
- Elinor Glyn este Madame Elinor Glyn